# Brunnsjön, Västerbotten
Brunnsjön är en sjö i Umeå kommun i Västerbotten och ingår i Umeälven-Hörnåns kustområde. Sjön har en area på 0,122 kvadratkilometer och ligger 61,1 meter över havet. Sjön avvattnas av vattendraget Slössbäcken.

## Delavrinningsområde
Brunnsjön ingår i det delavrinningsområde (707784-170846) som SMHI kallar för Mynnar i Åhedån. Medelhöjden är 69 meter över havet och ytan är 11,77 kvadratkilometer. Det finns inga avrinningsområden uppströms utan avrinningsområdet är högsta punkten. Slössbäcken som avvattnar avrinningsområdet har biflödesordning 2, vilket innebär att vattnet flödar genom totalt 2 vattendrag innan det når havet efter 5,9 kilometer. Avrinningsområdet består mestadels av skog (71 procent) och sankmarker (21 procent). Avrinningsområdet har 0,12 kvadratkilometer vattenytor vilket ger det en sjöprocent på 1,1 procent.